# Bondeno
Bondeno is een gemeente in de Italiaanse provincie Ferrara (regio Emilia-Romagna) en telt 15.579 inwoners (31-12-2004). De oppervlakte bedraagt 175,1 km², de bevolkingsdichtheid is 90 inwoners per km².

## Demografie
Bondeno telt ongeveer 6541 huishoudens. Het aantal inwoners daalde in de periode 1991-2001 met 7,1% volgens cijfers uit de tienjaarlijkse volkstellingen van ISTAT.
| Jaar | Inwoneraantal |
| ---- | ------------- |
| 1991 | 16.945        |
| 2001 | 15.741        |

## Geografie
De gemeente ligt op ongeveer 13 meter boven zeeniveau.
Bondeno grenst aan de volgende gemeenten: Cento, Felonica (MN), Ferrara, Ficarolo (RO), Finale Emilia (MO), Mirabello, Mirandola (MO), Sant'Agostino, Sermide (MN), Vigarano Mainarda.

## Externe link

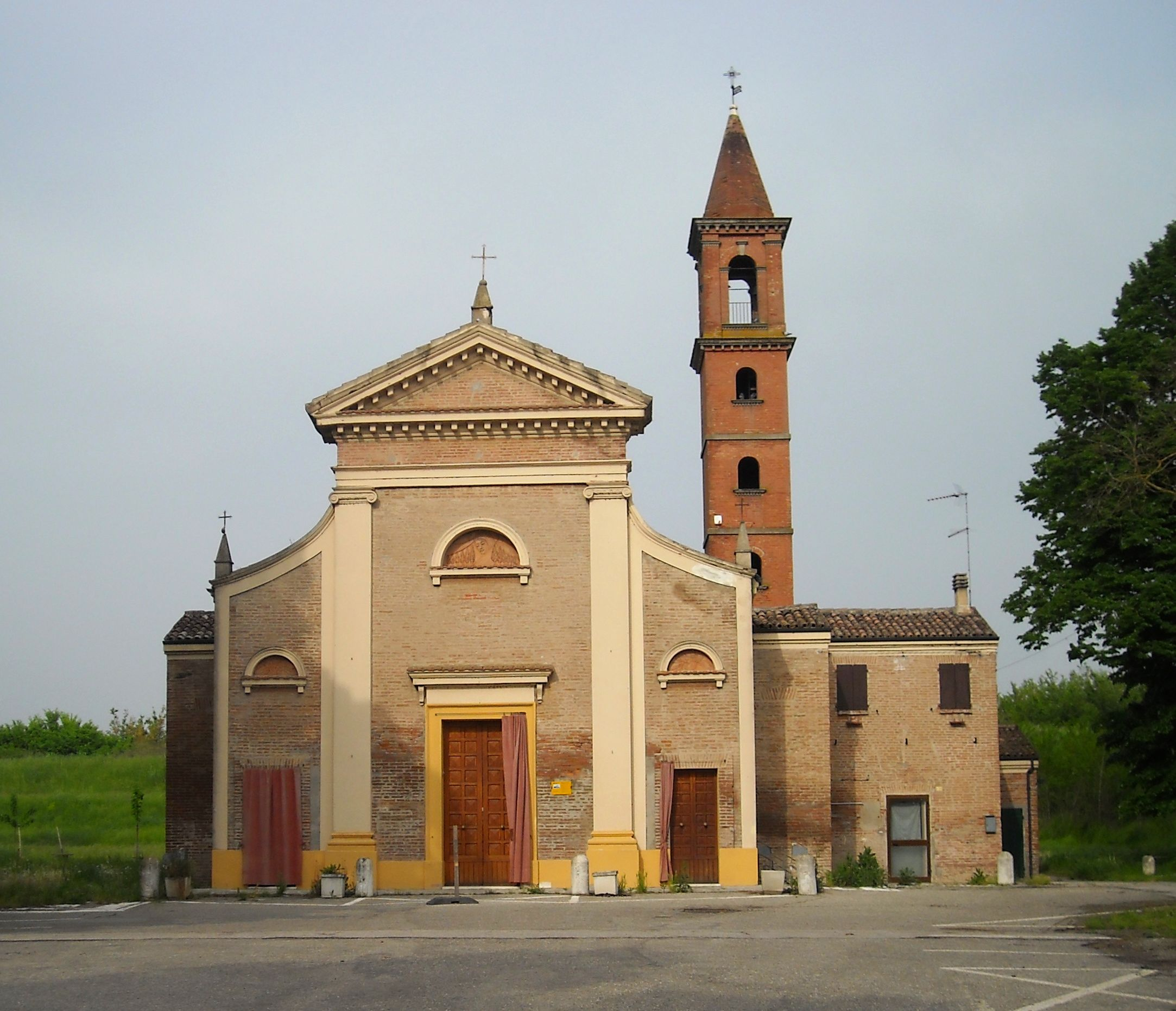
Madonna della Pioppa